# Lorica (mollusque)
Pour les articles homonymes, voir Lorica.
Genre
Lorica est un genre de mollusques polyplacophores de la famille des Loricidae (chitons).

## Liste des espèces
Selon Catalogue of Life (16 janvier 2025) :
- † Lorica atkinsoni (Ashby, 1925)
- † Lorica compressa Ashby & Torr, 1901
- † Lorica cudmorei Ashby, 1925
- Lorica haurakiensis Mestayer, 1921 — Nouvelle-Zélande.
- Lorica volvox (Reeve, 1847) — Australie